# Doença congênita
Doença congênita (português brasileiro) ou congénita (português europeu) é aquela que, independentemente da sua causa, já se apresenta por ocasião do nascimento, podendo ser detectada antes disso, isto é, durante o desenvolvimento embrionário, ou a qualquer tempo, após o nascimento.
O termo 'congênito' não é sinônimo de 'hereditário' . Uma afecção congênita não é necessariamente de origem genética, isto é, ligada a uma anomalia cromossômica ou dos genes constitutivos (ela pode ser devida a uma intoxicação, por exemplo). Mesmo quando é genética, não é necessariamente herdada (nesse caso, seria uma mutação de novo). Já uma afecção hereditária é frequentemente congênita, posto que a anomalia cromossômica ou genética foi transmitida na concepção. 
Dentre as doenças congênitas, aquelas caracterizadas por deformações estruturais são usualmente denominadas anomalias ou malformações congênitas.
Malformação congênita (português brasileiro) ou congénita (português europeu) é uma condição presente ao nascimento e da qual a hereditariedade não pode ser imediatamente excluída e que não necessariamente causa a anomalia que se apresenta. Pode ser definida portanto como qualquer defeito na constituição de algum órgão ou conjunto de órgãos que determine uma anomalia morfológica estrutural presente no nascimento por causa genética, ambiental ou mista.
Essa definição abrange todos os desvios em relação à forma, tamanho, posição, número e coloração de uma ou mais partes do corpo capazes de ser averiguadas macroscopicamente ao nascimento e/ou por ser discreta que não tenha sido verificada na ocasião em que a criança nasceu e só se manifeste clinicamente mais tarde .
Nesse sentido não se distingue de "erros inatos do metabolismo", "enfermidades genéticas" ou "doenças congênitas" no sentido amplo de desvios do estado de saúde devido total ou parcialmente à constituição genética do indivíduo, embora a condição de deficiência (handicap), mesmo associado às malformações graves (com perda de função da área afetada), não correspondem exactamente à noção de ausência de saúde. Contudo na maioria das classificações inclusive CID 10 que os inclui como "distúrbios metabólicos' (E70–E90).
Essas doenças, caso não sejam visíveis, podem ser descobertas através do "teste do pézinho" ou testes de screening (triagem) neonatal nos quais é recolhida uma gota de sangue do calcanhar do recém-nascido (normalmente entre o quarto e o sétimo dia de vida).
São exemplos "clássicos" de doenças congénitas os erros inatos do metabolismo tipo: fenilcetonúria, tirosinemia e homocistinúria.

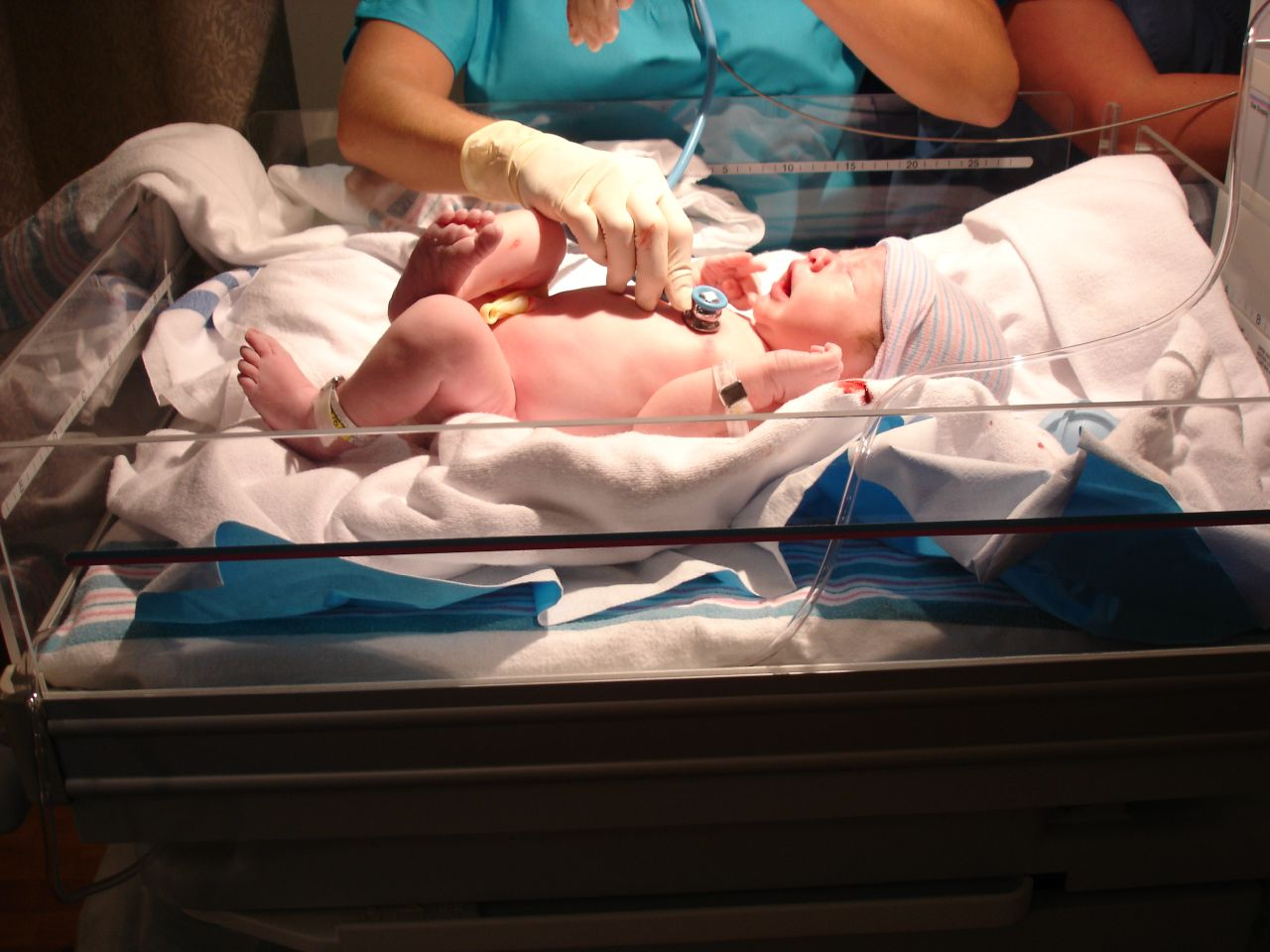
Exame do recém nascido

## Doença genética
Observe-se que toda a doença hereditária é congênita (mas pode não se manifestar à nascença), no entanto, nem todas as doenças congênitas são hereditárias. As doenças hereditárias ou seja que se transmitem por herança, de pais os cromossomos sexuais ou autossomos e quanto aos gene podem ser dominantes ou recessivas. Entre os mecanismos de transmissão de genes identifica-se ainda a herança mitocondrial e a multifatorial de alta e baixa herdabilidade.
Praticamente todas as doenças humanas são o resultado da interação entre fatores genéticos e ambientais como dieta, agentes infecciosos, ou substâncias químicas tóxicas.
Avanços científicos da genética têm aumentado nossa compreensão de que variações genéticas contribuem para doença e saúde humana, vários genes deletérios já foram identificados como os da fibrosis cística, algumas formas de câncer (pelo menos cerca de 5% destes já possuem mecanismos de herdabilidade explicados), a anemia falciforme, etc. Essa última e outras hemoglobinopatias praticamente forneceram o modelo dos mecanismos moleculares (bioquímicos) das doenças bem como de sua regulação gênica.
A genética desde à sua origem no início do século estuda exatamente os padrões e mecanismos de transmissão das características biológicas ou bioquímicas dos seres vivos. Basicamente identificam-se os padrões de herança a partir: da localização do gene nos cromossomos sexuais, autossomos ou DNA mitocondrial; e por seu poder de expressão fenotípica (padrão de herança recessivo ou dominante) e/ou interação com fatores ambientais (herança multifatorial).
Até 1975 já haviam sido catalogadas 2336 doenças humanas causadas por mutações deletérias, com padrões identificados de herança (1218 condições autossômicas dominantes, 947 autossômicas recessivas, 171 ligadas ao cromossomo X). Até 1983 esse mesmo trabalho já incluía 1828 condições autossômicas dominantes, atualmente o McKusic Mendelian Catalogue  já inclui mais de 9 000 doenças ou agravos (em sua maioria tidos como raros) com padrão de herança estabelecido. Estima-se que doenças raras atingem uma a cada 2 mil pessoas em uma comunidade.

## Transmissão vertical
As doenças transmissíveis passadas de mãe para filho durante a gestação (transmissão vertical) são um bom exemplo de doenças congênitas distintas dos defeitos e anomalias ou malformações congênitas, apesar da infecção materna ser algumas vezes responsável tanto pela infecção do recém nascido, que nasce com a doença, como por deformações anatômicas causadas pela interferência do agente patogênico no processo de desenvolvimento, como na conhecida síndrome da rubéola congênita ou ausente como no caso da SIDA.

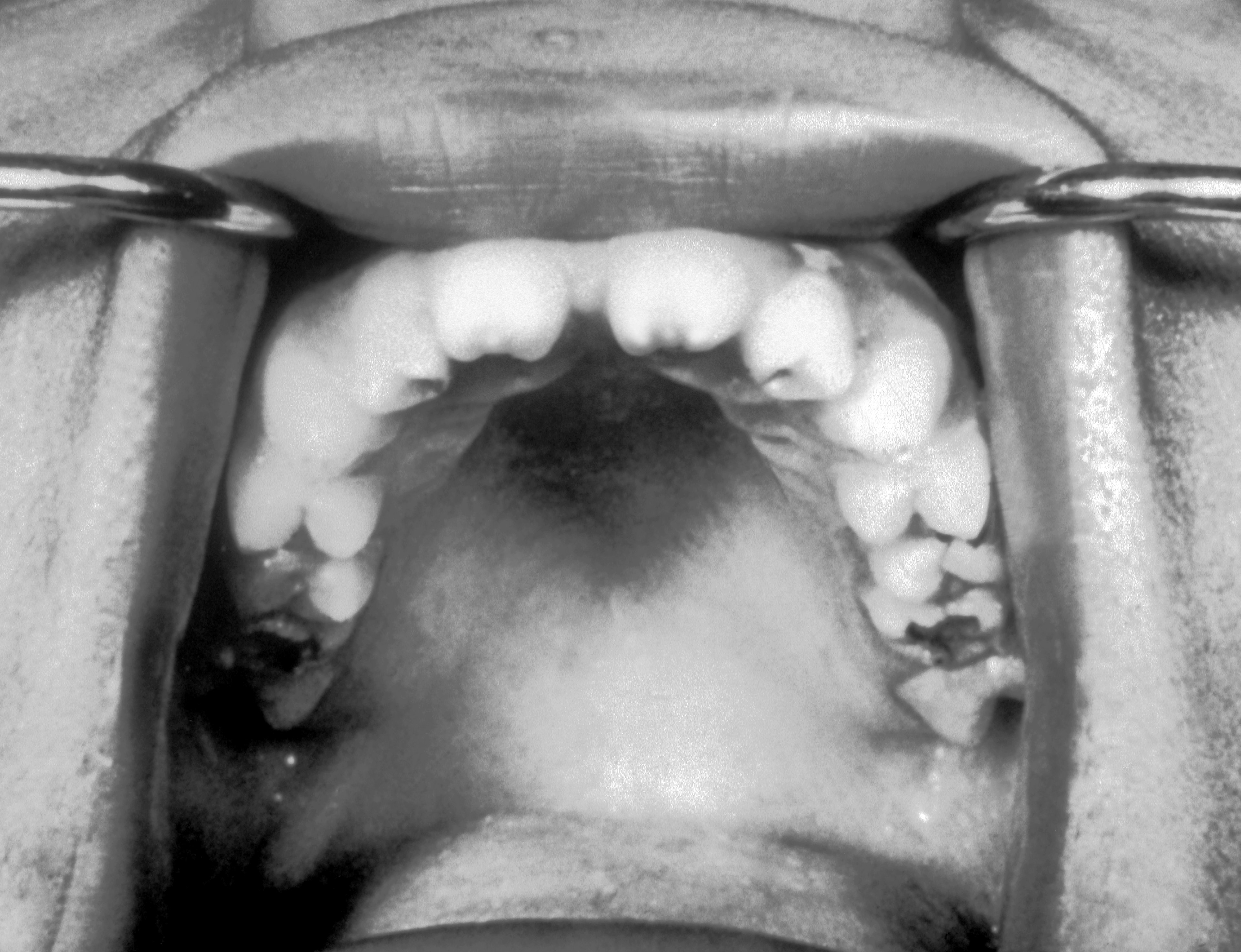
Malformações nos dentes associadas à sífilis congênita

Entre os microrganismos cuja infecção materna é causa de anomalia congênita ou defeito congênitos, segundo Castilla et al, 1996 inclui-se:
- Toxoplasma gondii
- Treponema pallidum
- Citomegalovírus
- Herpes simplex
- Rubella virus
- Vírus varicela-zóster

A infecção da gestante pelo vírus da rubéola pode causar aborto, natimortalidade, ou uma síndrome que pode incluir: catarata, glaucoma, cardiopatia, microftalmia, retinopatia, surdez, microcefalia, retardo mental e outras manifestações clinicas transitórias como: hepatite, icterícia, adenopatia, meningoencefalite, miocardite, exantemas etc.